# Майстер Святого Северина

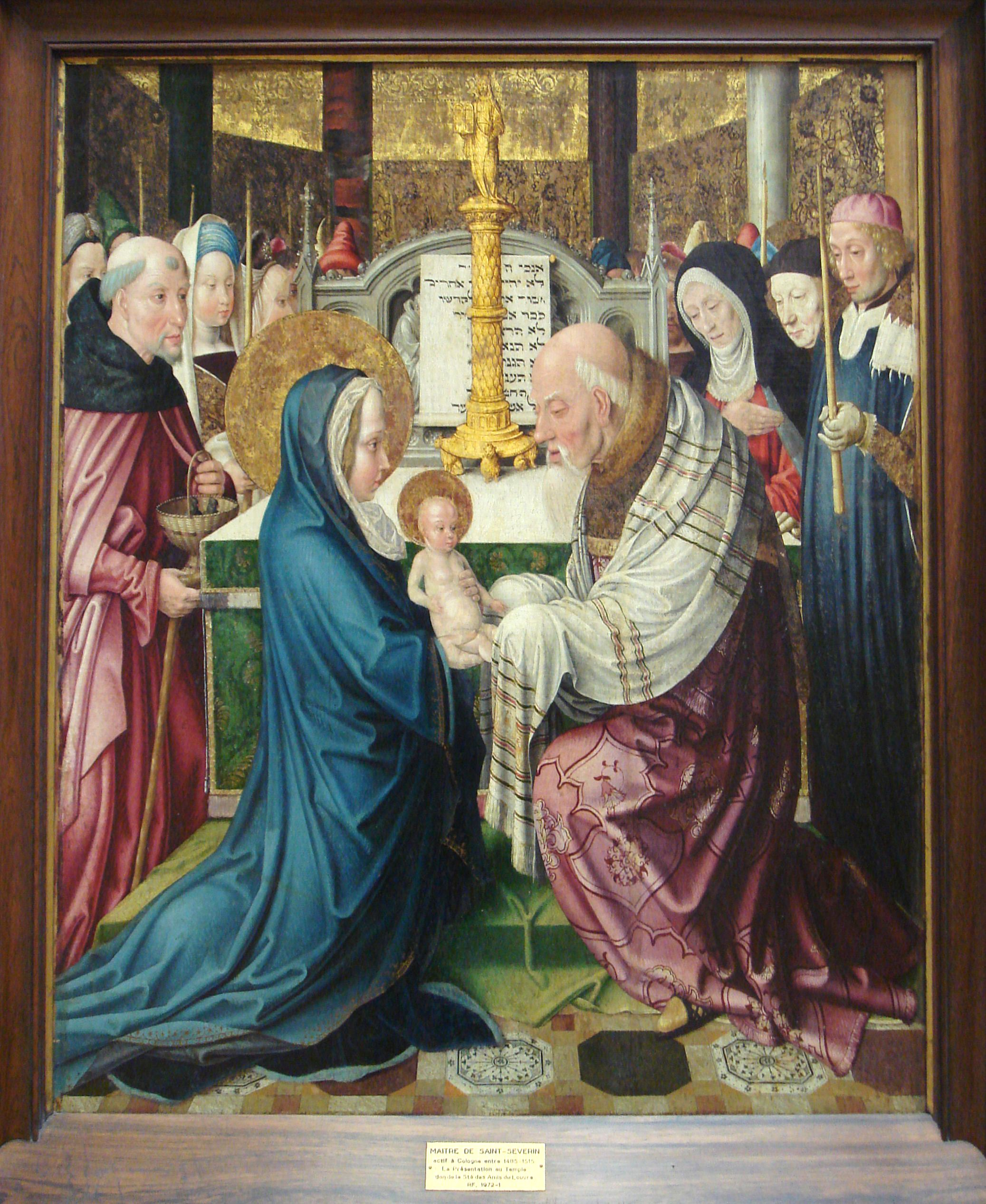
Майстер Свтяого Северина: «Ісус у храмі», Лувр, Париж

Майстер Святого Северина (нім. Meister von Sankt Severin) — анонімний німецький художник часів пізньої готики. Працював у Кельні близько 1520 року. Так зване «вимушене» ім'я (нім. Notname) цього художника походить від 20 картин його авторства, на яких зображені епізоди легенди Святого Северина. Картини досі зберігаються в церкві Святого Северина в Кельні.

## Стиль
Разом з Майстром Аахенського вівтаря та Майстром Легенди про Урсулу Майстер Святого Северина є одним з чільних представників пізньої кельнської готики. Його творчість поєднує в собі готичні й ренесансні елементи. Він був одним з останніх найвизначніших майстрів так званої Кельнської школи живопису.

## Вибрані твори
- Цикл з 20 картин за мотивами легенди про Святого Северина. Кельн, Церква Святого Северина.
- Святі Агата і Кіпріан та ''Святі Стефан і Єлена, стулки колишнього триптиха. Кельн, Церква Святого Северина.
- З серії «Страсті Христові»: Ісус в Гетсиманському саду. Мюнхен, Стара Пінакотека
- Поклоніння волхвів. Кельн, Музей Вальрафа-Ріхарца WRM 184
- Вівтарне панно братства Святого Розарія (також Мадонна у мантії). Кельн, Церква Святого Андрія (Кельн)
- Ісус у Храмі. Париж, Лувр
- Свята Доротея, Свята Марія Магдалина і Свята Катерина, вівтарні панно. Лілль, Палац витончених мистецтв (Лілль)
- Поклоніння волхвів — бл. 1500—1515, 133,6 × 102,6 см, Музей Боуз[2]
- Воскресіння Лазаря — бл. 1500—1515, 133,6 × 102,6 см, Музей Боуз[3]
- Мадонна на троні зі Святою Катериною та Марією Магдалиною — бл. 1510, 42,4 × 33,7, см, Детройтський інститут мистецтв[4]
- Мучеництво Святого Лаврентія — 1485/90–1510, 116,8 × 86,4 см, Фонд Барнса, BF265[5]